# Langenwetzendorf
Langenwetzendorf – miejscowość i gmina w Niemczech, w kraju związkowym Turyngia, w powiecie Greiz. 31 grudnia 2013 do gminy przyłączono cztery gminy: Hain, Lunzig, Neugernsdorf oraz Wildetaube, które stały się automatycznie jej dzielnicami. Od tego samego dnia gmina pełni funkcję "gminy realizującej" (niem. "erfüllende Gemeinde") dla miasta Hohenleuben, a do 31 grudnia 2022 pełniła taką samą funkcję dla gminy Kühdorf. Kühdorf na następny dzień został przyłączony do gminy i tym samym stał się jego dzielnicą (Ortsteil).